# Forum shopping

Le forum shopping (en français, élection de juridiction) est une pratique de droit international privé qui consiste à saisir la juridiction la plus susceptible de donner raison à ses propres intérêts.

## Concept
Les différences entre les droits privés du monde ont pour conséquence que certains pays disposent de lois très protectrices envers les consommateurs ou les producteurs, tandis que d'autres ont des corpus juridiques plus faibles. Cette diversité de règles juridiques permettent aujourd'hui à un plaignant (ou à un défendeur) de saisir les tribunaux d'un pays où il sait que son litige sera jugé plus favorablement.
L'extraterritorialité de certains droits peut être favorable à ce phénomène. Ainsi, l'article 14 du Code civil français permet à un Français de traduire en justice, devant les tribunaux français, un étranger pour une affaire qui s'est déroulée à l'extérieur des frontières de la République (voir Extraterritorialité du droit français).
Le terme de forum shopping, informel, provient du mot latin for qui désigne le tribunal qui a été saisi d'une affaire. Il a une connotation négative.

## Exemples notables

### Affaires de divorce au Royaume-Uni
Le Royaume-Uni, disposant de lois concernant le divorce plus souples que celles des États-Unis, est l'objet d'élection de juridiction par des couples américains en instance de divorce. On appelle les pays qui disposent de lois relatives au divorce assez souples pour faire l'objet de forum shopping les « moulins à divorces » (divorce mills).

### Affaire Vivendi aux États-Unis
L'entreprise Vivendi est poursuivie en justice par des actionnaires étasuniens devant des tribunaux américains pour diffusion d'informations inexactes aux actionnaires en 2007. Les actionnaires français décident de s'allier à la class action et portent plainte contre l'entreprise et ses cadres devant le tribunal de New York, alors que l'entreprise est française, cotée à la Bourse de Paris, et dirigée par des Français. L'entreprise tente de se prévaloir d'abus de forum shopping devant le tribunal, mais l'argument n'est pas reçu par la Cour d'appel de Paris.

## Critiques et limites
Le forum shopping entraîne souvent une surenchère judiciaire, notamment pour le libel tourism (tourisme de la diffamation). 
Afin de limiter les cas d'élection de juridiction, certains droits nationaux restreignent la possibilité qu'un plaignant puisse délocaliser sa plainte ; ainsi du droit portugais.
L'élection de juridiction soulève des questions de philosophie du droit et de droit international.